# Rhincalanus
Rhincalanus (лат.) — род ракообразных, единственный в составе семейства Rhincalanidae из отряда каляноид (Calanoida).

## Описание
Мелкие ракообразные. Длина тела от 2 до 9 мм. Уросома самки 3-сегментная. Все внешние краевые шипы на экзоподальных сегментах P2 — P4 слиты с сегментами. Р5 самки состоит из двулопастной поперечной пластинки, представляющей межкоксальный склерит, сросшийся с коксами, основанием и 1-сегментным экзоподом. Основание не вооружено или несет внутреннюю сету, представляющую эндопод. Экзопод с дистальным шипом или отростком и 1 или 2 волосками. Самец P5 самца асимметричен; правая нога одноветвистая, 3-сегментная; 1-й и 2-й сегменты не вооружены, 3-й сегмент с изогнутым апикальным шипом и, у некоторых видов, субапикальным шиповидным отростком. Левая нога двуветвистая, состоит из невооруженного, отдельного кокса и основания, 2-сегментного эндопода и 1-сегментного экзопода, вооруженного дистальным коготком, а также до 4 внутренних краевых волосков и наружного шиповидного отростка.
- Rhincalanus cornutus (Dana, 1849)
- Rhincalanus gigas Brady, 1883[7]
- Rhincalanus nasutus Giesbrecht, 1888
- Rhincalanus rostrifrons (Dana, 1849)